# ローマ字論
日本におけるローマ字論（ローマじろん）は、日本語の表記に使用する文字をローマ字（ラテン文字）にすべきだという主張および議論。このように主張する人をローマ字論者という。類似の主張にカナ書き論（ひらがな論・カナモジ論）もある。

## 歴史
1869年（明治2年）5月に南部義籌（よしかず）が「修國語論」を大学頭・山内容堂に、また明治4年8月に文部卿に建白し、明治5年4月文部卿に「文字ヲ改称スルの議」を建白したが、容れられなかった。明治7年に西周が「洋字ヲ以テ國語ヲ書スルノ論」をたててローマ字国字論をとなえたが、容れられなかった。
なお、和文タイプライターは欧文タイプライターに比べ、入力が煩雑で専門技能が不可欠であり、これはローマ字論を後押しする一つの根拠となった。しかしその後、日本語ワードプロセッサが開発されたことにより、IMEによる日本語変換の煩雑さは残ったものの、入力の問題については解決することとなった。

## ローマ字会
1885年（明治18年）にローマ字を推進する団体として矢田部良吉、外山正一その他によって「羅馬字会」（ろーまじかい）が創立された。ふたりのほかに、山川健次郎、北尾次郎、寺尾寿、松井直吉、隈本有尚が創立委員であった。明治20年ころには会員は7000をこえ、同年4月ローマ字書きの綱領が決定され、6月機関誌として『Rōmaji Zassi』が月刊された。
羅馬字会はローマ字綴りとしてヘボン式ローマ字を採用したが、会員の一人で物理学者の田中館愛橘が、五十音図に基づくローマ字綴り（のちの「日本式ローマ字」）を提案。しかし会では採用に至らず、田中館は羅馬字会を離れた。ヘボン式と日本式との長い対立は、ここから始まっている。
1905年（明治38年）、ローマ字論者の大同団結を図る組織として「ローマ字ひろめ会」(RHK) ができ、綴りは会員各人の自由とされた。しかしその後、会としてヘボン式を採用した。
そのため、日本式論者は「ローマ字ひろめ会」を離れ、1921年（大正10年）「日本ローマ字会」を組織した。日本ローマ字会は日本式ローマ字の普及・推進活動を行ったほか、1909年に出版部門として「日本のローマ字社」(NRS) を設立、会の機関誌『Rômazi Sekai（ローマ字世界）』や寺田寅彦著『Umi no Buturigaku（海の物理学）』などのローマ字書き書籍を出版した。田中館の弟子で、田中館とともに日本ローマ字会の中心人物となった物理学者・田丸卓郎の著した『ローマ字国字論』は、戦前・戦後を通じて「ローマ字論者のバイブル」と言われる。
1924年の第15回衆議院議員総選挙では、ローマ字での投票が認められた。
ヘボン式と日本式という二様のローマ字綴りの存在する問題を解決すべく、昭和初期に「臨時ローマ字調査会」が設置され、1936年（昭和11年）答申が出された。この答申に盛り込まれたローマ字綴りは、内閣訓令として制定されたことから「訓令式ローマ字」と呼ばれている。日本ローマ字会はこれに賛成、ローマ字ひろめ会は反対した。
第二次世界大戦中、ローマ字論者は日本政府の迫害を受けた。
第二次世界大戦後、日本ローマ字会と日本のローマ字社は分かれ、前者は京都を、後者は東京を本拠とする訓令式ローマ字の推進団体となった。
1990年代には、日本ローマ字会の会長に梅棹忠夫、日本のローマ字社の理事長に柴田武が就任。2団体の大同団結が図られ、合同大会が開催されるまでになった。
1999年、日本ローマ字会は、訓令式ローマ字で長音を表す字上符（â, î, û, ê, ô）が、実用では省かれたり、ワープロやパソコンでのローマ字書きの障害になっているとして、これを使わない99式ローマ字を発表した。
2023年3月に日本ローマ字会は、会員の高齢化による減少のため解散した。

## ローマ字による日本文学作品
歌人で国語学者の土岐善麿は1910年（明治43年）、「ローマ字ひろめ会」から第一歌集『NAKIWARAI』を「土岐哀果」の号で刊行した。この歌集はローマ字綴りの一首三行書きという異色のものであり、善麿はこれを契機にローマ字運動に参加した。翌1911年（明治44年）には「日本のローマ字社」から『MUKASIBANASI（昔バナシ）』を刊行、1924年（大正13年）には「日本のローマ字社」から『HYAKUNIN ISSYU（百人一首）』を刊行している。
1910年（明治43年）12月に第一歌集『一握の砂』を出版した石川啄木は、『NAKIWARAI』の批評を執筆したことが縁で善麿と知り合い親交を深め、啄木が病没するまで交友が続いた。啄木はその前年の1909年（明治42年）4月から、ノートにローマ字の日記「ROMAJI NIKKI」を記しており、死後に『ローマ字日記』として公刊された。啄木がローマ字で日記を書いていたのは内容を妻に読まれたくなかったからである。

## アメリカ教育使節団報告
第二次世界大戦後に日本を占領した連合国軍最高司令官総司令部 (GHQ/SCAP) は、1946年（昭和21年）3月30日にアメリカ教育使節団に日本の教育改革案第一次教育使節団報告書を作成させた。
そこで、日本語に使用される文字数（特に漢字）が異常に多いために日本語の習得は困難であり、それは日本の民主化を遅らせると考え、文字数を減らすために日本語の主たる表記をローマ字とすべきだと主張した。
なお、当時の新聞社にも賛成の者が多かった。印字が楽になるからである。
その後、GHQ/SCAPは日本の識字率の調査を柴田武に依頼したが、識字率が高かったため、結局ローマ字論は実行に移されなかった。